# Federazione Internazionale dell'Automobile
La Federazione Internazionale dell'Automobile (in francese Fédération Internationale de l'Automobile), in sigla FIA, è una federazione di circa 240 club automobilistici di 144 paesi del mondo, rappresentanti circa 80 milioni di automobilisti.
Riconosciuta dall'ONU, la FIA ha sede a Parigi, al numero 8 di Place de la Concorde nello stesso edificio che ospita l'Hôtel de Crillon.

## Storia

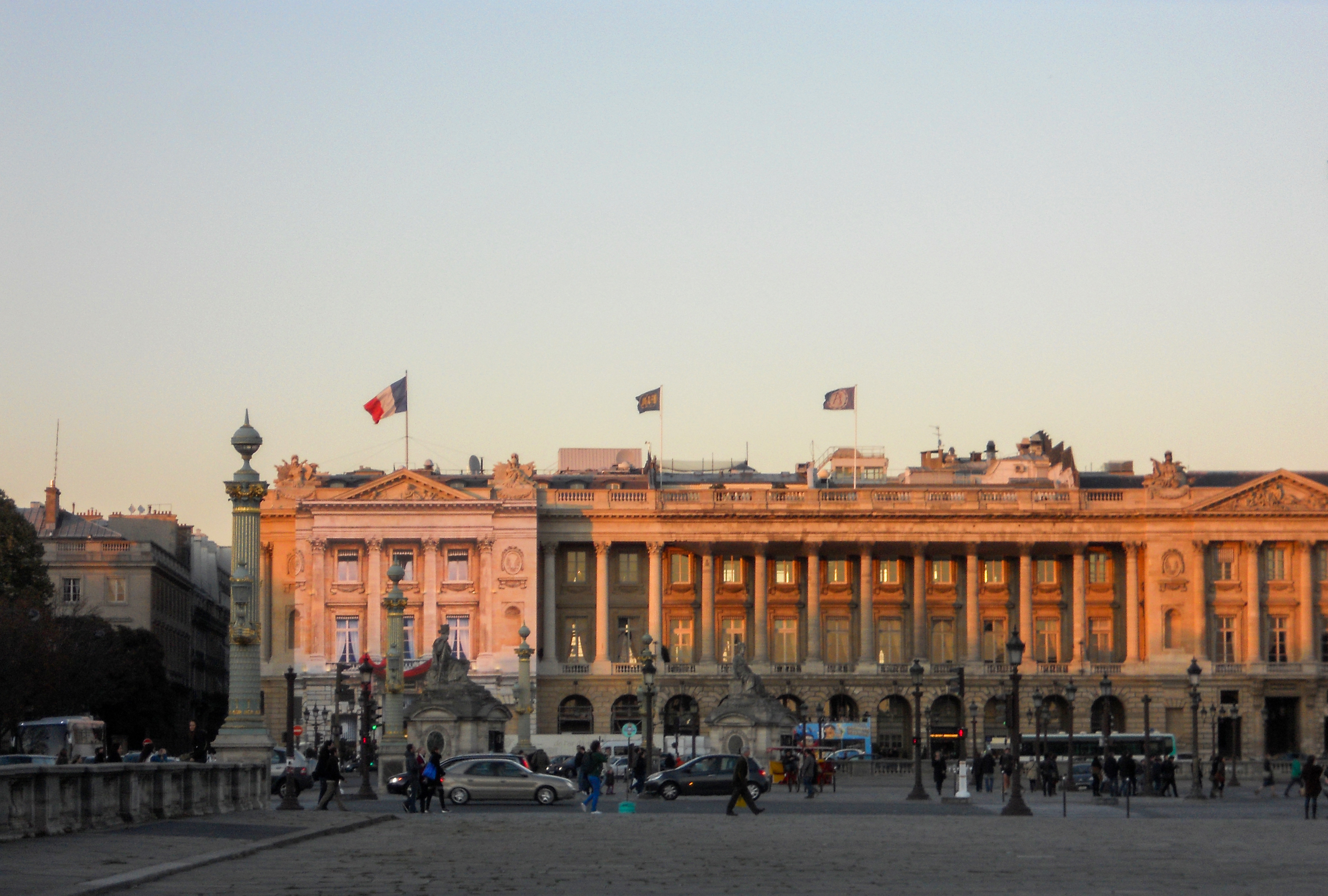
La sede della FIA a Place de la Concorde

Il 20 giugno 1904 viene fondata la Association Internationale des Automobile Clubs Reconnus (Associazione Internazionale degli Automobil Club Riconosciuti), in sigla AIACR, per ottenere una organizzazione di gare internazionali di automobilismo.
Nel 1908, la AIACR pubblica il primo calendario sportivo, e nel 1924 crea la Commission Sportive Internationale (Commissione Sportiva Internazionale), in sigla CSI, per la gestione dei cosiddetti Grand Prix (Gran Premi) e di altri tipi di gare sportive simili.
Nel 1946 l'AIACR si riorganizza e cambia la denominazione in FIA o Fédération Internationale de l'Automobile (Federazione Internazionale dell'Automobile), e l'anno successivo si comincia anche ad utilizzare il termine «Formula Uno» per le vetture Grand Prix, di cui la FIA organizzerà il primo Campionato Mondiale nel 1950. Pur mantenendo la titolarità e il controllo sportivo sulla Formula Uno, la sua gestione commerciale verrà appaltata in seguito alla società Formula One Management di Bernie Ecclestone, già vicepresidente della FIA per le attività promozionali.
Nel 1978, sotto la spinta di Jean-Marie Balestre, la CSI cambia denominazione in Fédération Internationale du Sport Automobile (Federazione Internazionale dello Sport Automobilistico), in sigla FISA, ed assume un'ampia autonomia rispetto alla FIA, ma viene sciolta nel 1993 e assimilata all'interno della FIA come World Motor Sports Council  (Consiglio Automobilistico Mondiale) con l'elezione di Max Mosley a presidente della FIA.

## Attività
Tra le attività della FIA vi sono l'armonizzazione di diverse normative nazionali e campagne a favore della sicurezza stradale. Dopo la seconda guerra mondiale la FIA impiegava molte delle proprie energie per favorire il turismo automobilistico attraverso le frontiere preparando visti e documenti internazionali. Ora questa attività è fortemente ridimensionata.
Per quanto riguarda le competizioni automobilistiche, la FIA è l'organismo normativo ultimo nella maggior parte dei Paesi del mondo (gli Stati Uniti d'America ad esempio sono esclusi) ed organizza i quattro campionati mondiali di Formula 1, Rally, Endurance e Turismo, oltre a serie inferiori come la Formula 3000, la Formula 2 e la Formula 3. Nel 2012 è stata ideata la Formula E, categoria destinata ai veicoli elettrici monoposto, le cui prime gare si sono disputate nel 2014.

## Presidenti della FIA
- Étienne van Zuylen van Nyevelt (1904-1931)
- Robert de Vogüé (1931-1936)
- Jehan de Rohan-Chabot (1936-1958)
- Hadelin de Liedekerke Beaufort (1958-1963)
- Filippo Caracciolo di Castagneto (1963-1965)
- Wilfrid Andrews (1965-1971)
- Amaury de Merode (1971-1975)
- Paul Alfons von Metternich-Winneburg (1975-1986)
- Jean-Marie Balestre (1986-1993)
- Max Mosley (1993-2009)
- Jean Todt (2009-2021)
- Mohammed Ben Sulayem (2021-)

### Presidenti della CSI/FISA
I presidenti della Commissione Sportiva Internazionale (CSI) successivamente trasformata in Federazione Internazionale dello Sport Automobilistico (FISA) con larga autonomia e poi sciolta nel 1993 sono stati:
- René de Knyff (1922-1946)
- Augustin Perouse (1946-1961)
- Maurice Baumgartner (1961-1970)
- Paul Alfons von Metternich-Winneburg (1970-1976)
- Pierre Ugeux (1976-1978)
- Jean-Marie Balestre (1978-1991)
- Max Mosley (1991-1993)

## Campionati automobilistici maggiori organizzati dalla FIA

### Campionati per vetture monoposto
- FIA Formula 1 World Championship
- FIA Formula 2 Championship
- FIA Formula 3 Championship
- FIA Formula E World Championship

### Campionati persportprototipie vettureturismo
- FIA World Endurance Championship
- FIA TCR World Tour
- FIA GT Series

### Campionati dirally
- FIA World Rally Championship
- FIA Cross Country Rally World Cup
- FIA World Rallycross Championship
- FIA Production Car World Rally Championship
- FIA E-Rally Regularity Cup
- FIA European Autocross Championship
- FIA International Cup Cross-Country Bajas
- FIA European Rallycross Championship

### Campionati dicronoscalata
- FIA European Hill Climb Championship
- FIA International Hill Climb Challenge
- FIA European Hill Climb Cup

### Campionati perauto storiche
- FIA Historic Racing Championships
- FIA Historic Hill Climb Championship
- FIA Historic Rally Championship
- FIA Historic Regularity Rallies

### Altre categorie
- CIK-FIA Karting World Championship
- FIA European Truck Racing Cup
- FIA European Drag Racing Championship

## Membri
Membri della FIA sono:
- IMI, Indonesia
- AA, Regno Unito
- ACF, Francia
- ADAC, Germania
- AMSS, Serbia
- ASN Canada FIA, Canada
- AvD, Germania
- ACCUS, Stati Uniti d'America
- CCC, Regno Unito
- FIVA, Regno Unito
- ACR, Romania
- JAF, Giappone

- MSA, Regno Unito
- RAC, Regno Unito
- ACI-CSAI, Italia
- PZM, Polonia
- CAMS, Australia
- Confederação Brasileira de Automobilismo (CBA), Brasile
- HKAA, Hong Kong
- ELPA, Grecia
- Federação Portuguesa de Automobilismo e Karting, Portogallo
- AAP, Filippine
- FMSCI, India

## FIA Hall of Fame
La FIA Hall of Fame premia i piloti, i tecnici e gli ingegneri che hanno contribuito notevolmente alle corse automobilistiche. È stato istituito dalla FIA nel 2017.